# Laurent Lefèvre
Laurent Lefèvre (født 2. juli 1976 i Maubeuge) er en fransk tidligere professionel cykelrytter som senest cyklede for det franske hold Bouygues Télécom.